# Fóia
Fóia es el nombre del punto más alto del Algarve, en la serra de Monchique. Se puede llegar por carretera desde Monchique. Tiene 902 m s. n. m. de altitud y una prominencia topográfica de 739 m. En los días claros es posible ver el océano Atlántico. En lo alto del Fóia hay antenas de telecomunicaciones.